# الهجر، البيضاء
الهجر هي إحدى قرى الجمهورية اليمنية. تتبع جغرافيا لمحافظة البيضاء و إداريًا لمديرية صباح. يبلغ تعداد سكانها 1899 نسمة حسب الإحصاء الذي أجري عام 2004.